# Coenogoniaceae
Coenogoniaceae es una familia de hongos ascomicetos que incluye tan solo un centenar de especies, repartidas en dos géneros. En todos los casos se trata de hongos que forman parte de un liquen en asociación con algas verdes, frecuentemente del género Trentepohlia..

## Lista de géneros
Según Outline of Ascomycota—2009 :
- Coenogonium
- Dimerella